# Melisa Döngel
Melisa Döngel (ur. 18 września 1999 w Stambule) – turecka aktorka i modelka.

## Życiorys
Uczęszczała do Akademii Sztuk Pięknych Osmana Yağmurdereli. Zadebiutowała w telewizji w 2015, gdy zagrała w serialu Ne Münasebet. Ponadto zagrała w takich produkcjach jak Elif i Zapukaj do moich drzwi. W 2021 uzyskała nominację do nagrody Pantene Golden Butterfly Awards w kategorii Najlepsza aktorka w romantycznym serialu komediowym.

## Filmografia
| Rok       | Tytuł                    | Rola               | Stacja telewizyjna |
| --------- | ------------------------ | ------------------ | ------------------ |
| 2015      | Ne Münasebet             |                    |                    |
| 2017      | Fazilet Hanim ve Kizlari |                    |                    |
| 2017-2018 | Elif                     | Süreyya            | Kanal 7            |
| 2018-2019 | Bizim Hikaye             | Deniz Çelik Elibol | Fox                |
| 2019      | Aşk Ağlatır              | Cemre Balaban      | Show TV            |
| 2020-2021 | Zapukaj do moich drzwi   | Ceren Başar        | Fox                |
| 2021      | Sadakatsiz               | młoda Hicran       |                    |
| 2021      | Aşk Mantık İntikam       | Çağla Yılmaz       | Fox                |

## Nagrody i nominacje
| Rok  | Nagroda                         | Kategoria                                           | Rezultat  |
| ---- | ------------------------------- | --------------------------------------------------- | --------- |
| 2021 | Pantene Golden Butterfly Awards | Najlepsza aktorka w romantycznym serialu komediowym | Nominacja |